# Normaalschool van Émile André
De normaalschool Émile André was de eerste school voor onderwijzeressen in Brussel. Het was oorspronkelijk een normaalschool voor meisjes, later is ze omgevormd tot jongensschool. De smalle voorgevel wordt gekenmerkt door een eclectische stijl met art nouveau-elementen. Het eigenlijke schoolgebouw dat hierachter ligt is meer uitgesproken art nouveau. Scholenarchitect Henri Jacobs ontwierp het geheel in 1908 in opdracht van de gemeente.

## Geschiedenis
De school werd in 1878 gesticht door de Associaton pour l'instruction et l'Education des Femmes. De eerste vestiging was in de oude Visitandinnenklooster en later in het  Zwartzustersklooster aan de Visitandinnenstraat. In 1881 werd de school overgenomen door het Rijk, nadien door de stad Brussel in 1884. Vervolgens werd het gebouw omgevormd naar een normaalschool voor jongens. Het behoort sinds 19 februari 1998 tot het Inventaris van het Bouwkundig Erfgoed van het Brussels Hoofdstedelijk Gewest. Sinds 1982 is de naam gewijzigd naar École fondamentale Émile André, een lager en kleuterschool in Hoogstraat 108.

## Architectuur
De voorgevel vertoont art nouveau-elementen, met parement van witte natuur- en hardsteen. Aan de voorkant is er een opschrift met “ecole normale-normaalschool” in de fries. De gevels in de benedenbouw zijn gevormd met een rechthoekige liseen. De bovenbouw bestaat uit rondboogvormige vensternissen met kolossale pilasters, beklemtoond door een booglijst met sluitsteen en het wapen van Brussel. In het boogveld zijn sgraffitopanelen van Henri Privat-Livemont aangebracht, met sierlijk smeedijzerwerk.

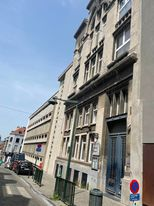
Kapucijnenstraat 54-58

## Verdere uitbreiding
De voormalige rechthoekige plattegrond bevat een voorbouw met dienstlokalen, speelplaats, klaslokalen en een turnzaal in dubbele U-vorm rond twee open speelplaatsen. Later was er een uitbreiding naar een nieuwbouw, doorlopend van Kapucijnenstraat 54-58 tot Blaesstraat met inpandige verbouwingen. 